# 杰瑞·布鲁多斯
杰罗姆·亨利·杰瑞·布鲁多斯（Jerome Henry "Jerry" Brudos，1939年1月31日—2006年3月28日）是一名美国連環殺手和恋尸癖，他於1968年至1969年间在俄勒冈州殺害了至少四名女性
杰瑞·布鲁多斯出生于美國南达科他州韦伯斯特，其父母共有兩子，他是幼子。他的母亲在他哥哥出生後原本再想要一个女孩，結果懷孕的卻是男孩，她因此感到非常不满，并在小兒子出生後不断在精神上和肉体上虐待他。布鲁多斯小时候和他的家人搬到太平洋西北地区，然后在俄勒冈州塞勒姆定居。
布鲁多斯从5岁起就迷恋女鞋。布鲁多斯对女性内衣也很着迷，他曾表示小时候会从女邻居那里偷内衣。 他青少年时期曾在精神病院接受過心理治療。
布鲁多斯于2006年3月28日因肝癌去世。在他去世时，他是俄勒冈州惩教局裡被监禁时间最长的囚犯（从1969年到2006年共計37年）。